# Kanmon (cieśnina)
Cieśnina Kanmon (jap. 関門海峡 Kanmon-kaikyō), także cieśnina Shimonoseki (jap. 下関海峡 Shimonoseki-kaikyō); pisownia polska i wymowa: „cieśnina Kammon”. Ta wąska cieśnina rozdziela dwie japońskie wyspy Honsiu (Honshū) i Kiusiu (Kyūshū). Należy geograficznie do regionu Morza Wewnętrznego.

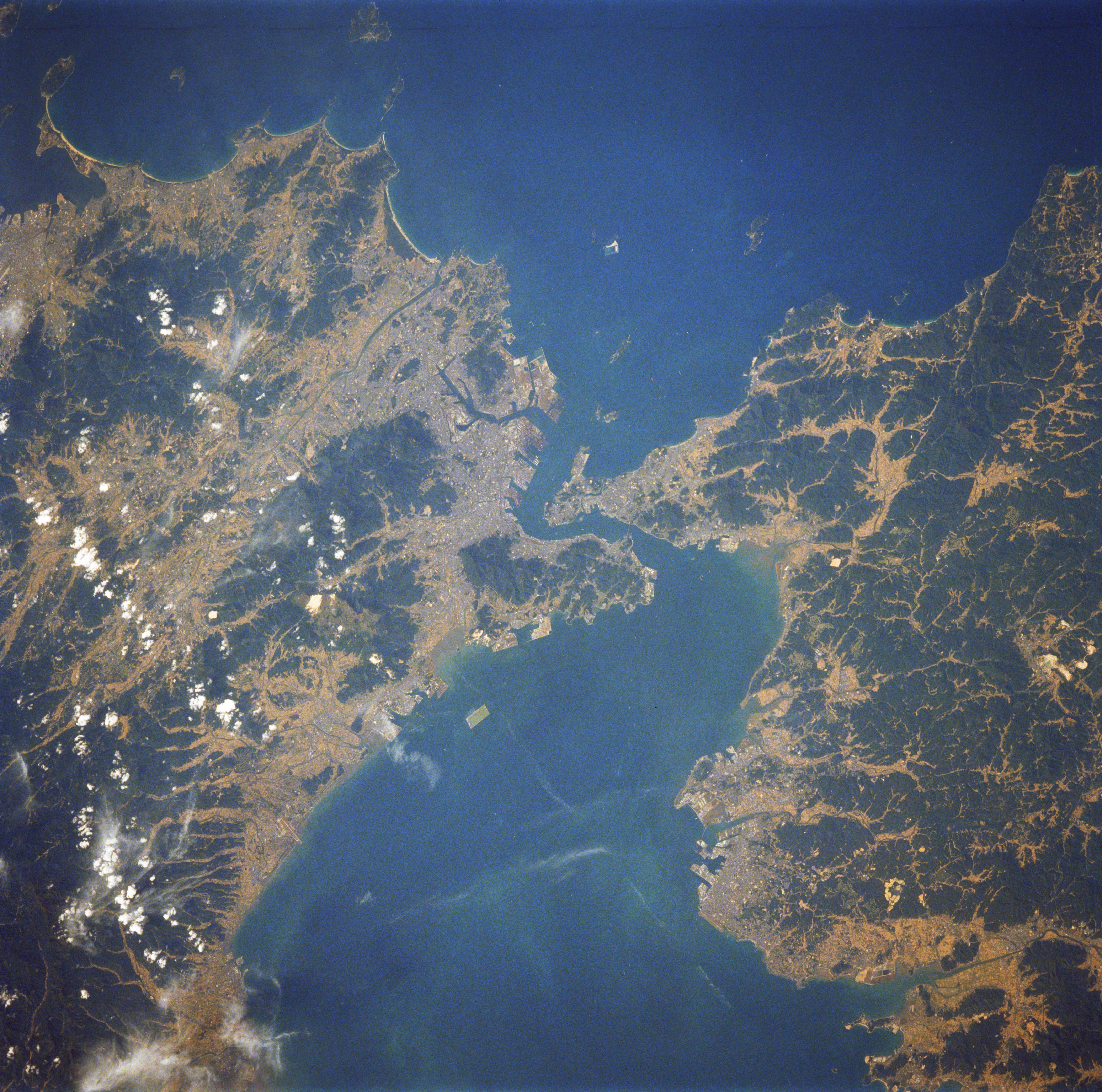
Cieśnina Kanmon – widok z powietrza, Kiusiu po lewej, Honsiu po prawej

Po obu stronach cieśniny znajdują się miasta: po stronie Honsiu – Shimonoseki (dawna nazwa Akamagaseki) i po stronie Kiusiu – przemysłowe Kitakiusiu (dawna nazwa – Moji, obecnie dzielnica). Są one połączone zarówno tunelami, jak i drogowym mostem wiszącym o długości 1 068 m, również o nazwie Kanmon. Został oddany do użytku w 1973 r.
W pobliżu mostu znajduje się niewielki park (Mimosuso River Park) upamiętniający ważną w historii Japonii bitwę, która miała tu miejsce w zatoce Dan-no-Ura w 1185 r. Ustawiono tam repliki armat, figury wojowników i tablice informacyjne.
Dawna nazwa cieśniny Kammon to Bakan-kaikyō.
Cieśnina zamula się rocznie około 15 centymetrów. Materiał z refulacji użyty został do budowy nowego portu lotniczego Kitakiusiu.